# Tréo-Fall
Danserien-noz
Vous lisez un « bon article » labellisé en 2014.
Les Tréo-Fall, également connus sous le nom de danserien-noz, sont des créatures du folklore populaire de la Basse-Bretagne, de type lutin. Sous ce premier nom, ils sont spécifiques à l'île d'Ouessant, où les traditions à leur sujet ont été collectées par François-Marie Luzel. 
Les Tréo-Fall se regrouperaient au sommet de falaises pour danser à la lumière de la lune, promettant des trésors aux humains qui les croisent. Deux contes à propos de « danseurs de nuit » ont été recueillis à Plouaret en janvier 1869. Ces lutins y récompensent les humains qui se joignent à leur danse, et punissent ceux qui les insultent.

## Étymologie et terminologie
Le nom de « Tréo-Fall » ne se rencontre que sur l'île d'Ouessant. François-Marie Luzel et Françoise Morvan voient les Tréo-Fall comme une variété particulière de Korrigans, liés à un usage local du couteau sur l'île d'Ouessant. Le nom de danserien-noz (version originale, soit dañserion-noz en breton unifié), plus répandu, signifie « danseur de nuit » en breton. Selon Divi Kervella, c'est un surnom donné aux Korrigans, plutôt que le nom d'une créature spécifique. Il est d'usage dans le Finistère. Le nom « danseur de nuit » se retrouve aussi pour désigner des lutins danseurs de Plouaret, dans les Côtes-d'Armor.

## Description

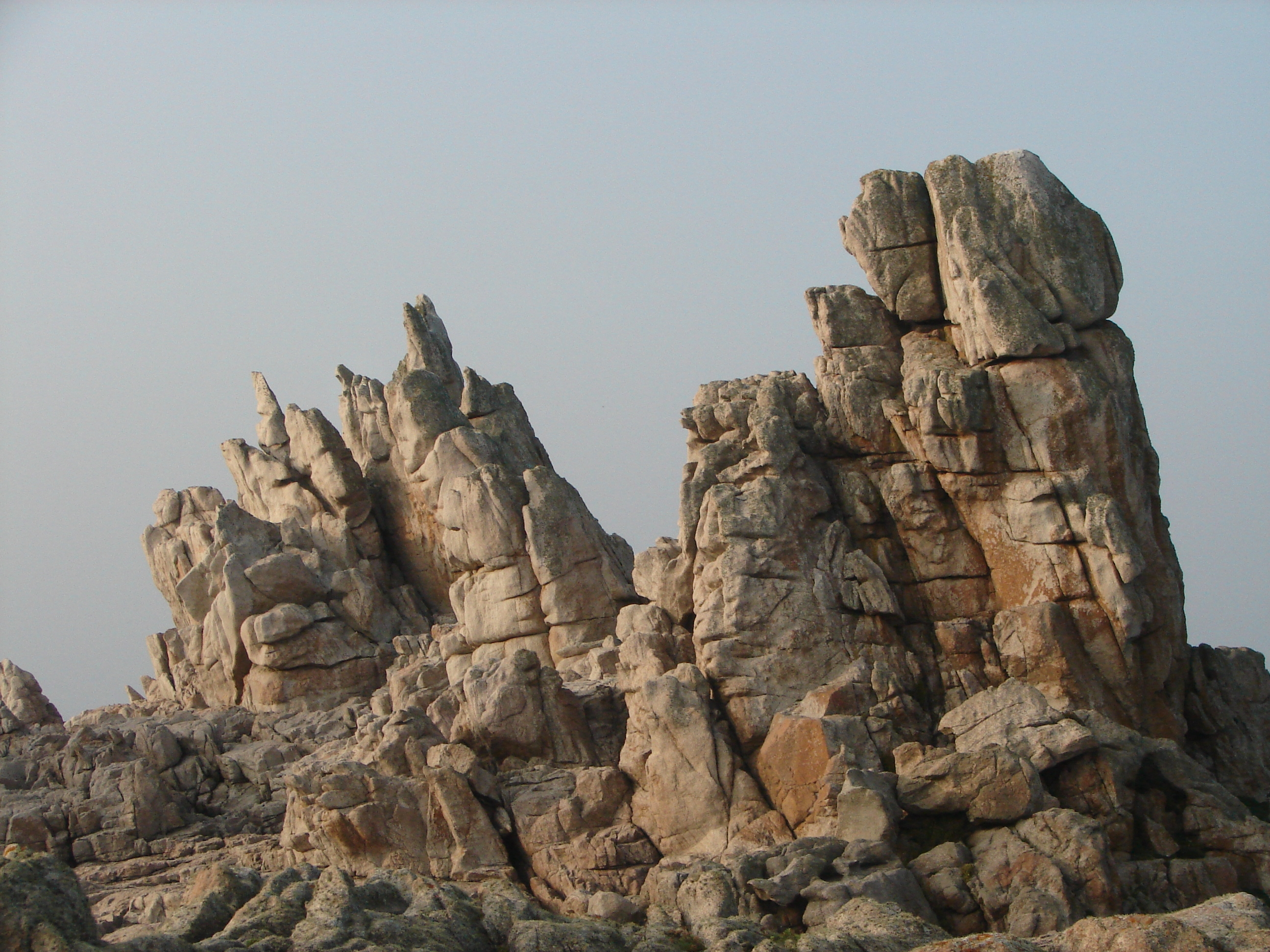
Les rochers de l'île d'Ouessant, territoire des Tréo-Fall d'après la légende.

Les Tréo-Fall se réunissent la nuit au clair de lune sur les falaises de l'île d'Ouessant, pour y danser. D'après Paul Sébillot, les descriptions restent assez vagues mais insistent sur leur petite taille. Ils invitent les humains à participer à leur danse en leur promettant des trésors. Cependant, il s'agit d'un piège, car ces malheureux danseurs finissent souvent avec les reins brisés. Le seul moyen d'y échapper est de planter un couteau dans le sol, puis de le frôler à chaque rond de danse. Si le danseur parvient à remplir cette condition, les Tréo-Fall accèdent à sa requête, quelle qu'elle soit,. D'après Paul-Yves Sébillot, ils portent des chapeaux ronds et dansent autour d'une bassine de cuivre.

## Collectages

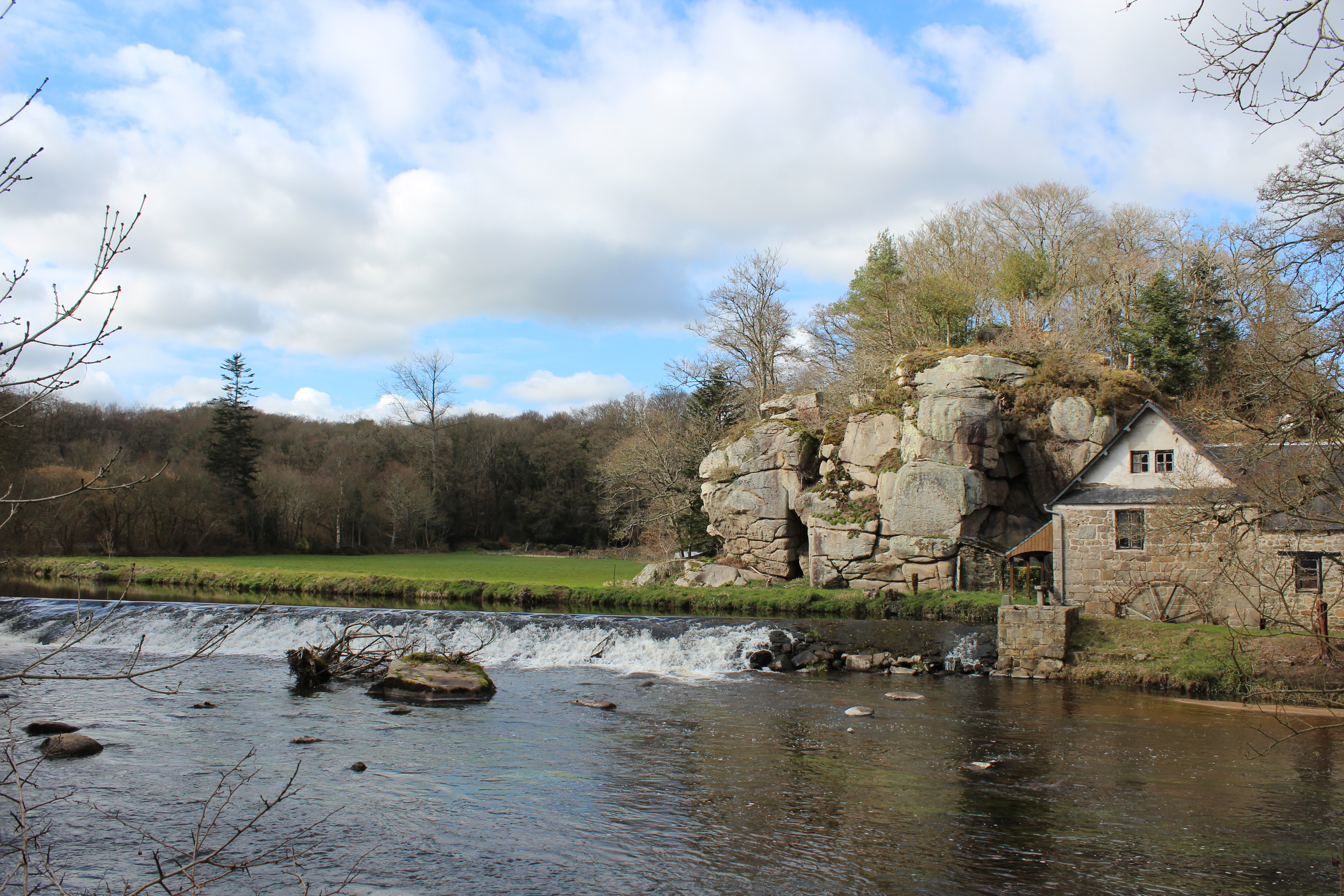
Les deux contes recueillis dans les Côtes d'Armor proviennent de Plouaret (ici, le moulin du Losser).

La première mention connue des Tréo-Fall provient des notes de voyage de François-Marie Luzel, en mars 1873. Il recueille ses informations auprès du juge de paix de l'île d'Ouessant, qui lui révèle la croyance en ces lutins maléfiques. Luzel publie plusieurs fois ces informations. Il recueille aussi deux versions d'un conte parlant des « danseurs de nuit » à Plouaret, dans l'ouest des Côtes-d'Armor. Il les publie dans le troisième volume de ses Contes populaires de Basse-Bretagne :
| Texte original en breton, p. 103                                                                                             | Traduction française, p. 103. |
| --- | --- |
| Selaouit holl, mar hoc’h eus c’hoant, Setu aman eur gaozic koant, Ha na eus en-hi netra gaou, Mès, marteze, eur gir pe daou. | Écoutez, si vous voulez, Voici un joli petit conte, Dans lequel il n’y a pas de mensonge, Si ce n’est, peut-être, un mot ou deux. |

Il met en scène deux demi-sœurs, l'une jolie, gracieuse et sage ; l'autre laide, disgracieuse et méchante. Au carrefour de Croaz-ann-neud entre Guernaour et Plouaret, on voyait les Danseurs de nuit. Quiconque venait à passer par là pendant qu’ils menaient leurs rondes au clair de la lune, et ne voulait pas danser avec eux, était victime de mauvais tours de leur part. La dame de Guernaour envoie sciemment la jolie fille, qu'elle déteste, sur cette route. Au carrefour de Croaz-ann-neud, elle voit une foule de petits hommes l'invitant à danser et accepte. Ils la comblent alors de dons. La marâtre, voyant cela, envoie Margot la mauvaise fille sur la route. Mais quand elle voit les petits hommes l'inviter à danser, elle les insulte, si bien qu'ils la maudissent.
La seconde version est très proche, si ce n'est qu'elle mentionne sept nains avec de larges chapeaux (au lieu d'une foule) : six dansent et un ne danse pas. Lorsque la bonne fille accepte de danser avec eux, les six nains qui ont dansé l'embrassent pour la remercier et le septième s'en abstient.

## Culture populaire
Le quatrième album de bande dessinée de la série Le Torte, scénarisé par Pierre Dubois et dessiné par Lucien Rollin, s'intitule Tréo-Fall. Il est paru en juillet 1992, et a été réédité en janvier 1999.